# کنژیتسا (دویواتس)
کنژیتسا (به صربی: Knežica) یک منطقهٔ مسکونی در صربستان است که در دویواتس واقع شده‌است.